# ناحیه نور نورک
ناحیه نور نورک (ارمنی: Նոր Նորք վարչական շրջան) یکی از ناحیه‌های دوازده‌گانه ایروان پایتخت ارمنستان می‌باشد که در شرق ایروان واقع شده‌است؛ که از شمال با ناحیه آوان، از غرب با ناحیه‌های نورک ماراش، کنترون و ناحیه کاناکر زیتون، و از جنوب با ناحیه اربونی هم‌مرز است.

## خصوصیات
ناحیه نور نورک ۱۴٫۴۷ کیلومترمربع مساحت و ۱۴۷٬۵۰۰ نفر جمعیت دارد.

## نگارخانه

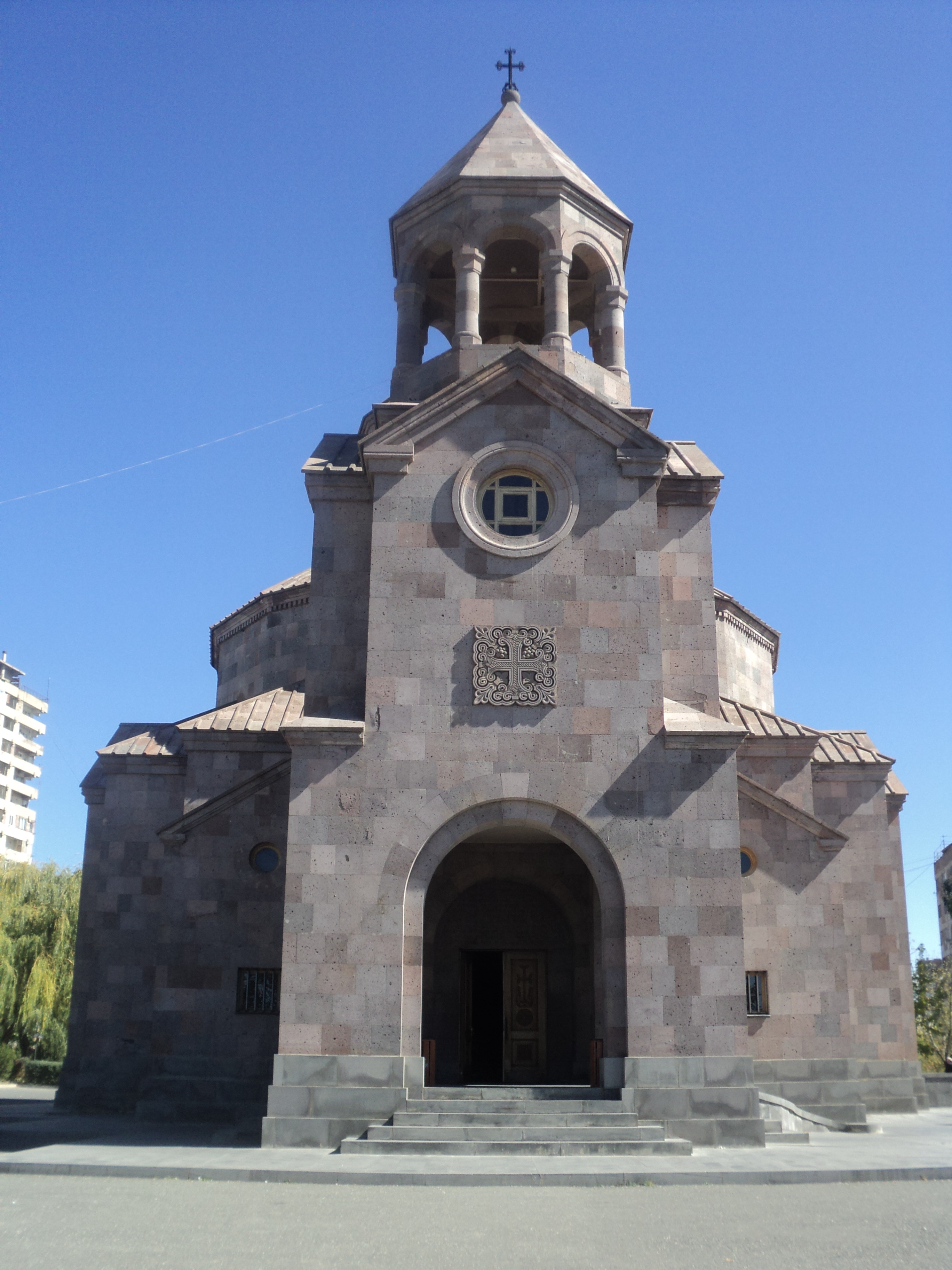
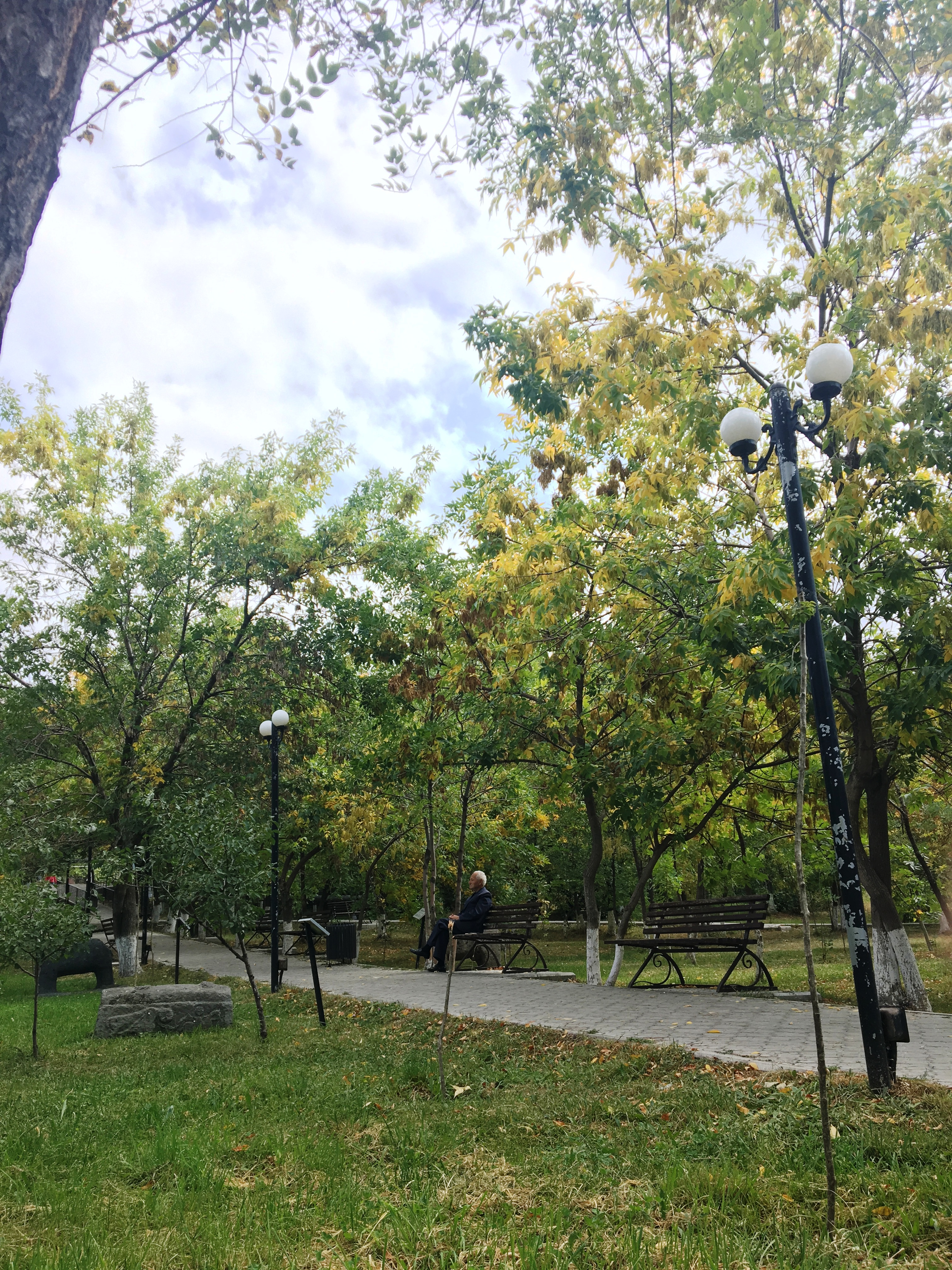
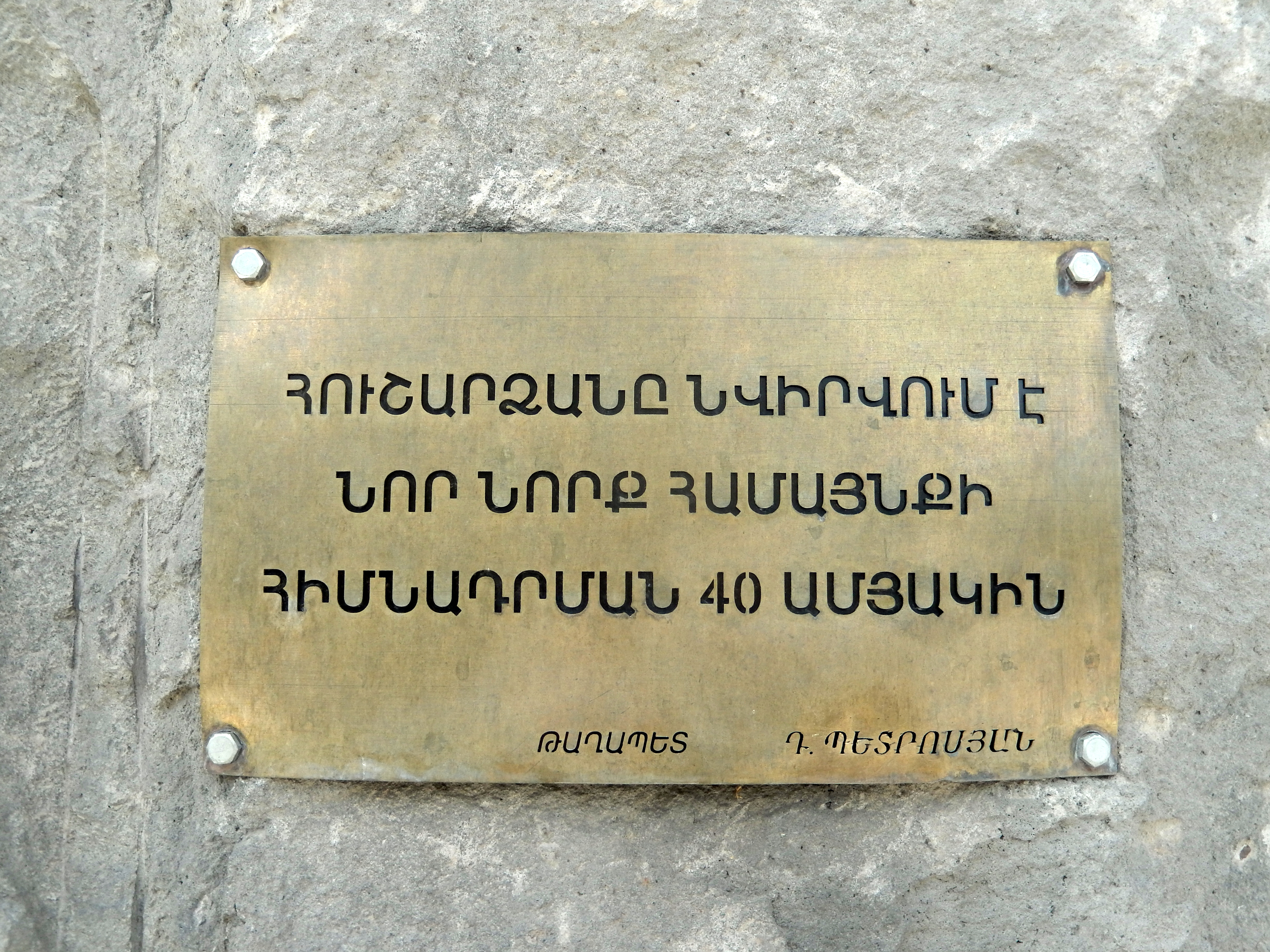
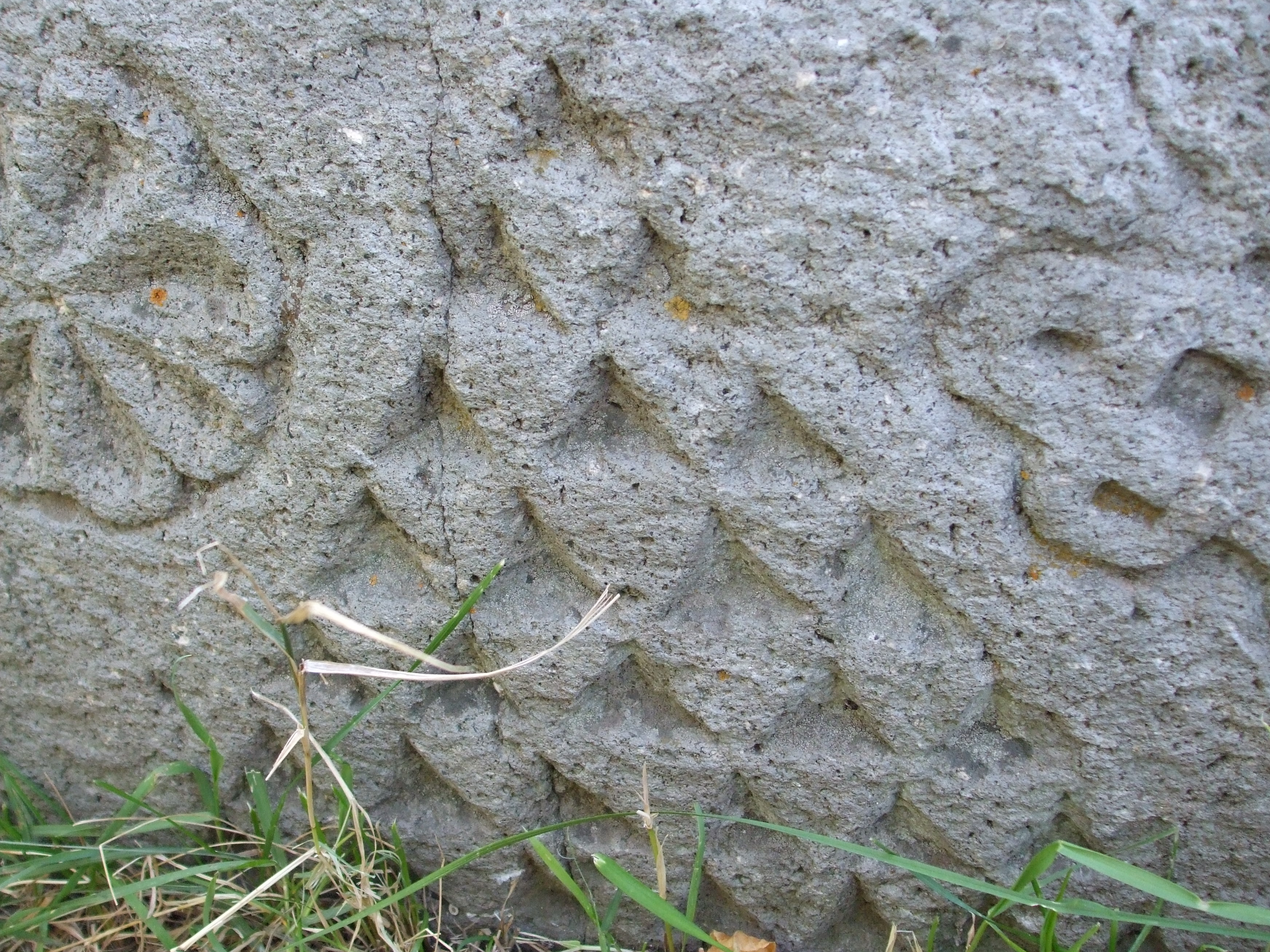
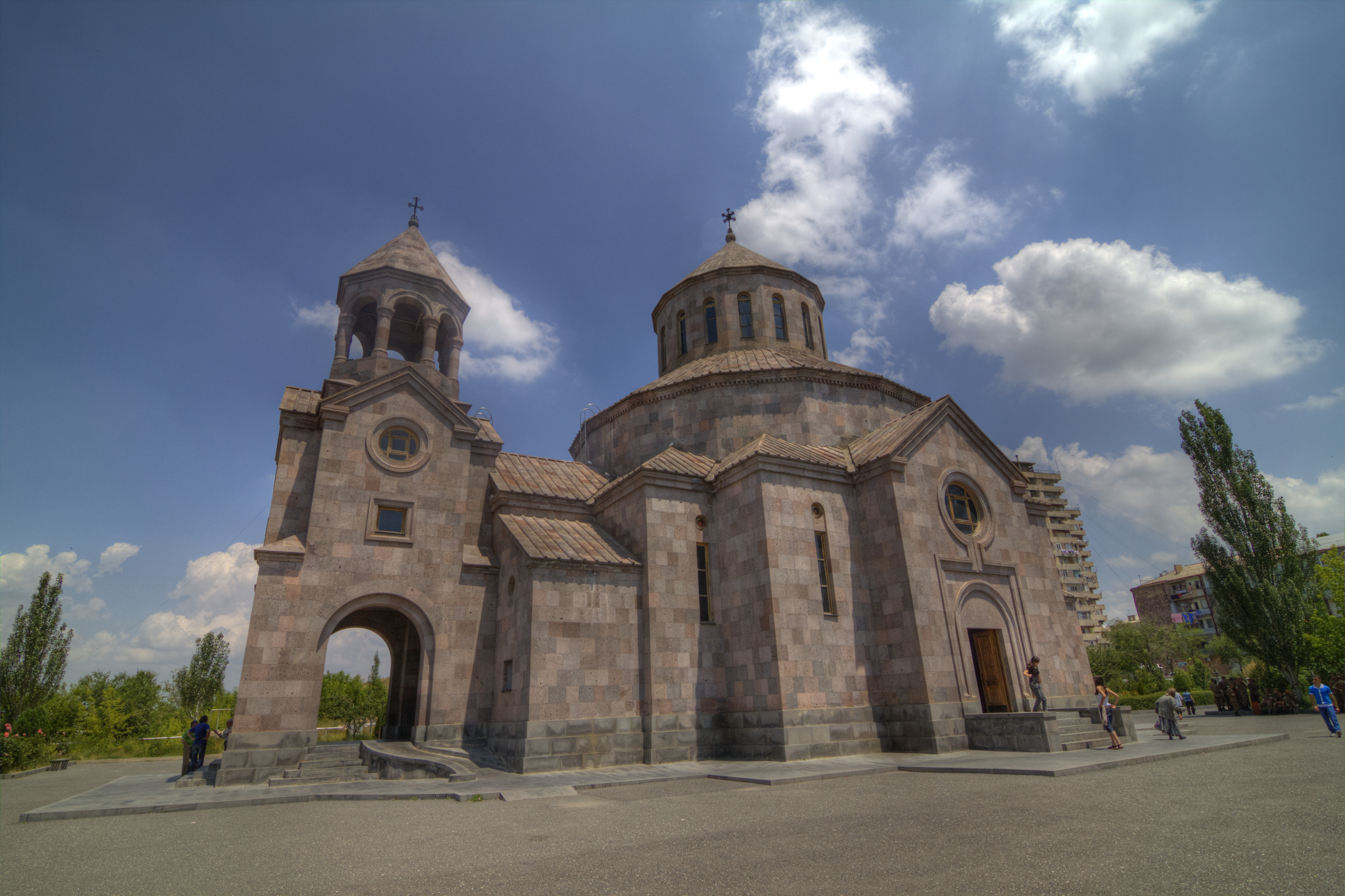
کلیسای سارکیس مقدس، نور نورک،  تقدیس شده در سال ۱۹۹۹
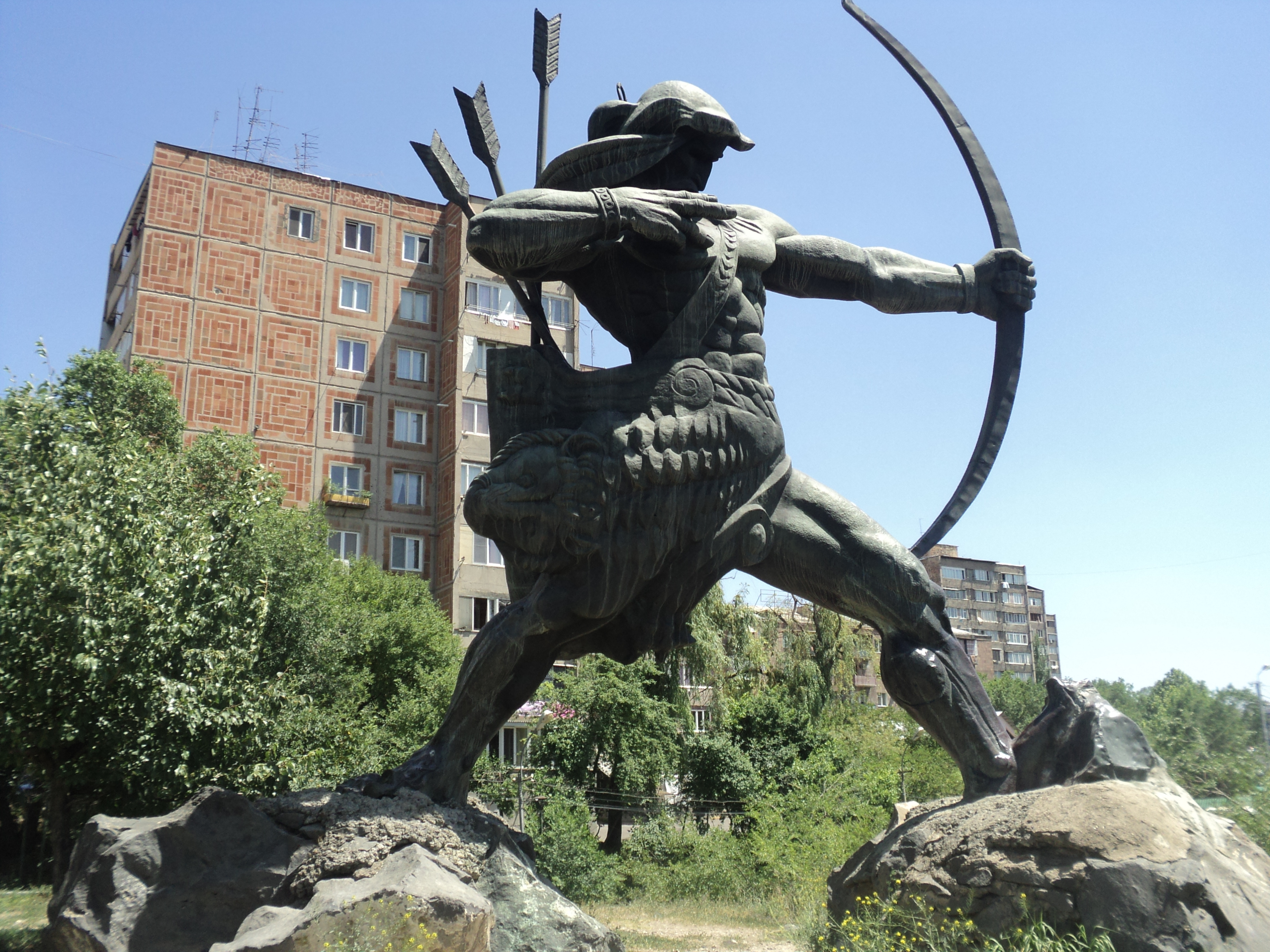
مجسمه ناهاپت هایک (اسطوره) در نور نورک
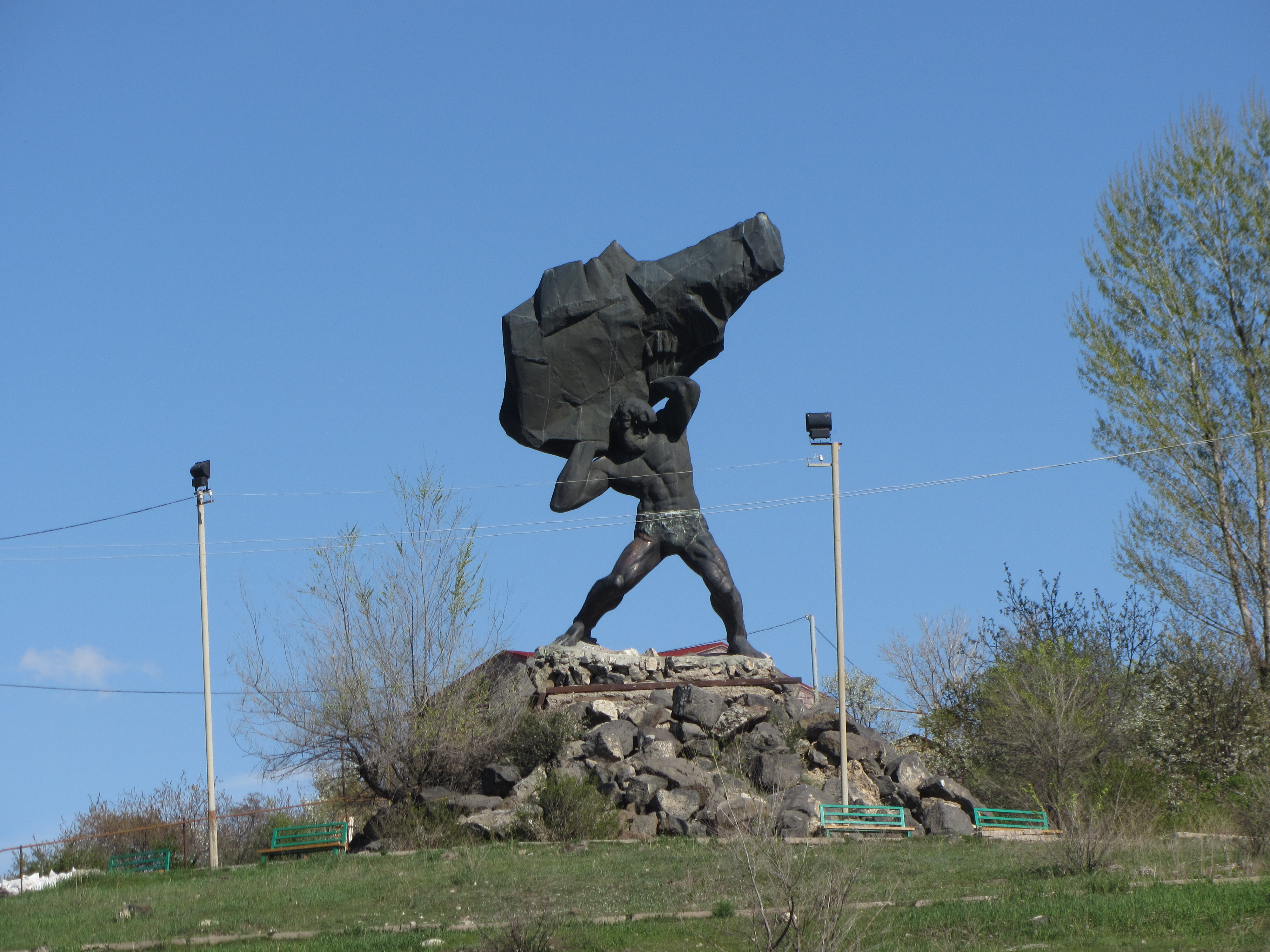
مجسمه دورک آنگق در نور نورک
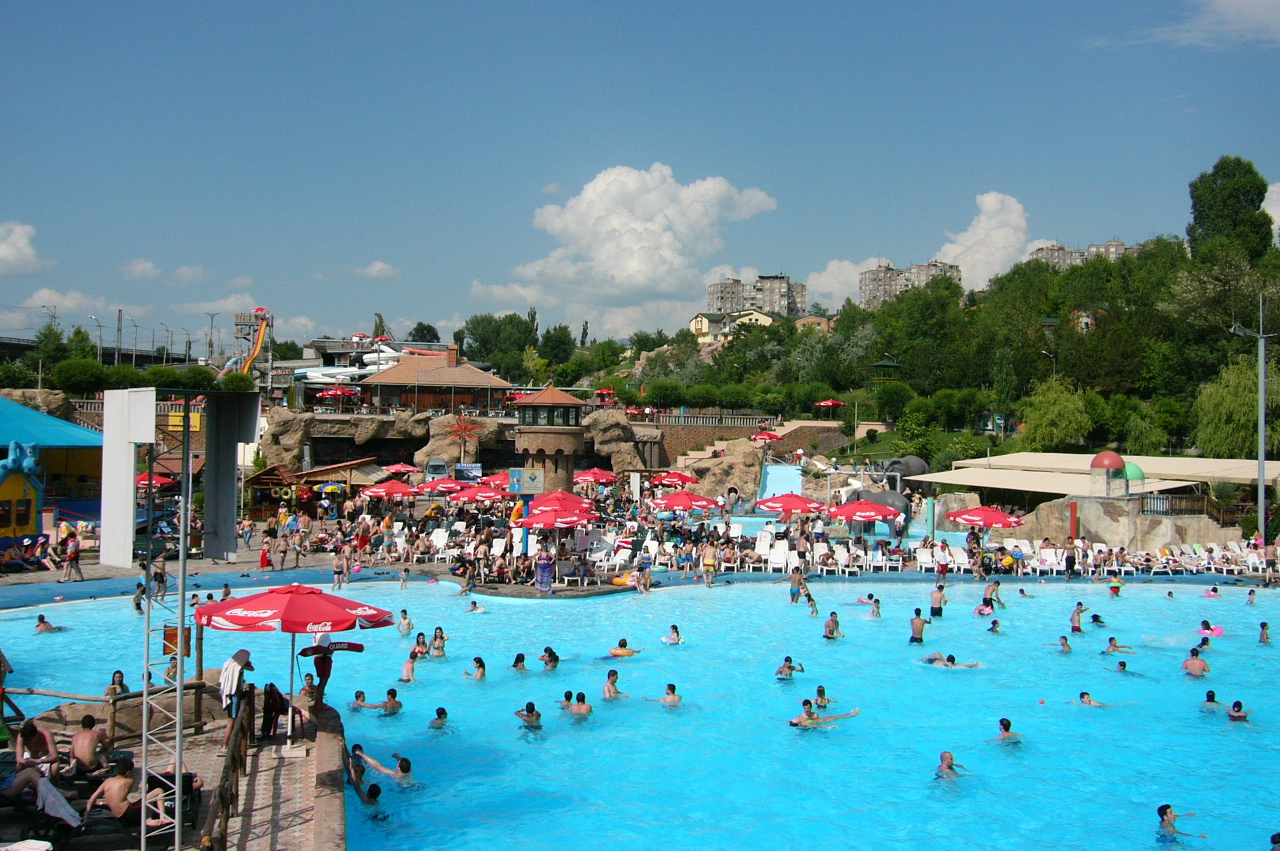
دنیای آب ایروان
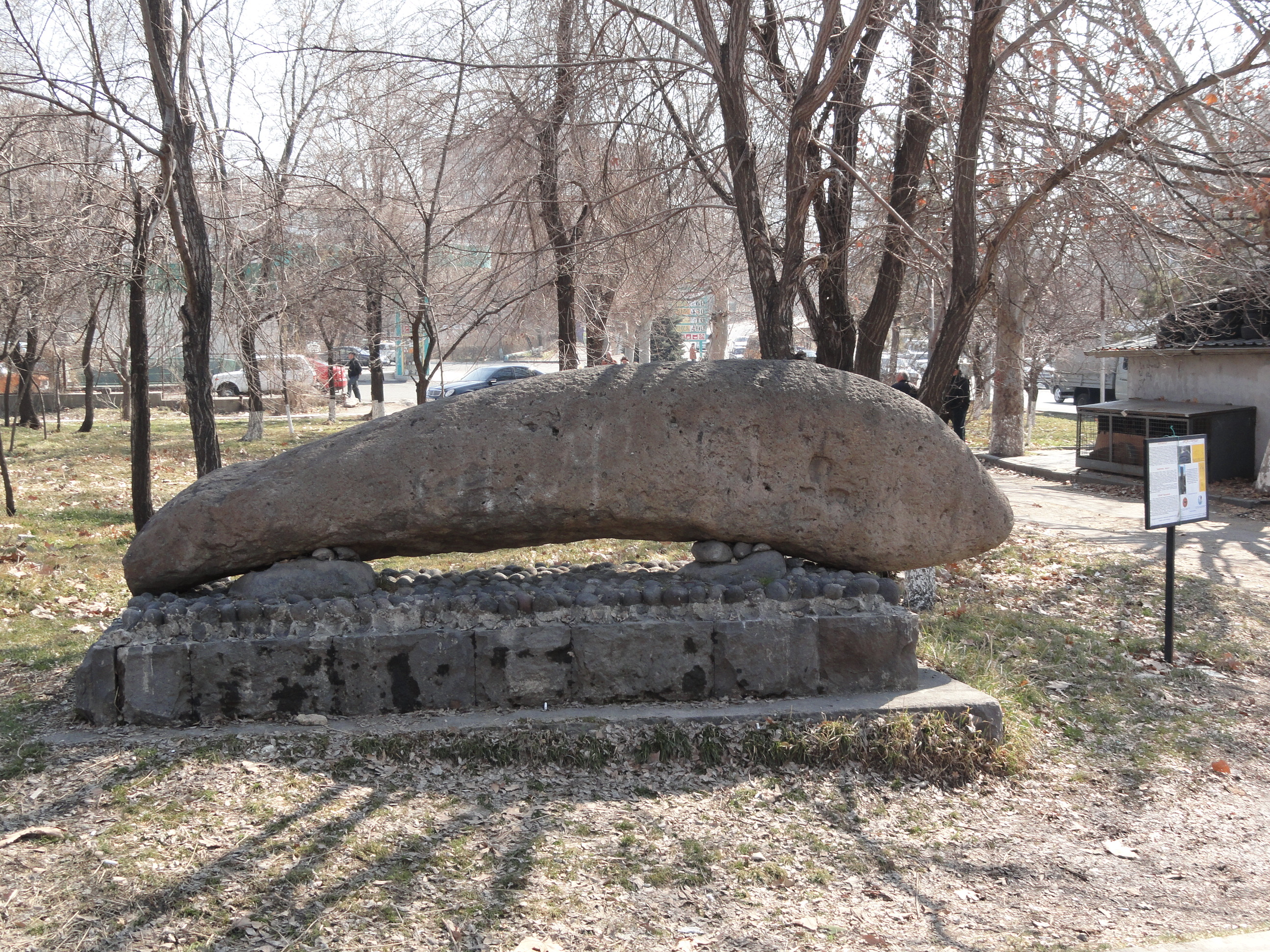